# WE ARE ONE -CERTIFICATE-
『WE ARE ONE -CERTIFCATE-』 （ウィー・アー・ワン　サーティフィケイト）は、日本のロックバンド、TRICERATOPSのミニ・アルバム。2010年12月29日にtearbridge recordsから発売された。

## 内容
- 前作『WE ARE ONE』から表題曲、コラボ曲、初収録となる「WE ARE ONE - Fickle Remix -」を集めたミニアルバムである。
- 和田によると、バンドやレーベル元のエイベックス側は、元々「WE ARE ONE - Fickle Remix -」を、バンドの未発表曲を入れた形でシングルリリースしたかったが、「レコード会社同士のいろんな制約」もあり、配信限定も含めてリリースすることが出来なくなったという。そうした状況の中で和田は、「『僕らは一つ、ジャンルは関係ない』というコンセプトを具現化した『WE ARE ONE』の"CERTIFICATE"(証明書)といえるミニアルバムとしてリリースする事」を思いつき、本作のリリースに至った[1]。和田本人も「これをアルバムとは切り離した、ちょっとした記念品と思ってもらえたらすごく嬉しいです」と発言している。
- 前述の件もあってか、楽曲のマスタリングも『WE ARE ONE』とは変えており、本作ではSuperflyやYUKIなどの作品でマスタリングを手がけている阿部充泰が担当している[1]。
- 前作のジャケットは黄色であるが、本作は黄緑となっている。

## 収録曲
全作詞・作曲：和田唱　編曲：TRICERATOPS
1. WE ARE ONE
2. CanとCan'tのパスポート (with 菅原卓郎 (9mm Parabellum Bullet))
『WE ARE ONE』収録時にカットされていた、曲の開始前に入っている和田と菅原の笑い声が収録されている[1]。
3. Startin' Lovin' (with May J.)
4. 爆音Time (with 藤井フミヤ)
5. WE ARE ONE - Fickle Remix -（with HOME MADE 家族） 
本作中唯一の新曲。元々「WE ARE ONE」はHOME MADE 家族との共演をイメージして作られた曲であったが、「アルバムに入れるのではなく、そのあとに特別な形で出したい!（和田）」と思うようになり、先にTRICERATOPSバージョンのものが前作に収録されたという[2]。